# La Montagne des Singes
Koordinaten: 48° 15′ 37″ N, 7° 22′ 34″ O
La Montagne des Singes (deutsch Affenberg) ist ein Tierpark für Berberaffen (Macaca sylvanus) in der Gemeinde Kintzheim westlich von Sélestat im Département Bas-Rhin in der Region Grand Est in Frankreich.
Das umzäunte, begehbare Freigehege wurde 1969 als Attraktion für Touristen eröffnet. Die erfolgreiche Ansiedlung und natürliche Zucht der in der nordafrikanischen Wildnis bedrohten Tiere legte den Grundstein für bisher drei weitere Berberaffen-Tierparks in Südfrankreich, am Bodensee in Deutschland und in den Midlands von England. Bisher konnten 591 Affen wieder nach Marokko zurückgebracht und erfolgreich ausgewildert werden.

## Geschichte
| La Montagne des Singes |

| Strasbourg |

| Sélestat |

| Lokalisierung von Elsass in Frankreich |

Das umzäunte, begehbare Freigehege für Berberaffen liegt in der Gemeinde Kintzheim (im Westen von Sélestat), Kanton Sélestat, Département Bas-Rhin, im französischen Elsass, wurde von Gilbert de Turckheim und Jacques Renaud konzipiert und im August 1969 mit 150 aus Marokko importierten Tieren eröffnet.
Die Idee kam von Jean-Paul Renaud, dem Vater von Jaques, der eine ähnliche, für Besucher zugängliche Kolonie von Berberaffen in Algerien gesehen hatte. Bei der Planung erwies sich als vorteilhaft, dass das Klima in den Vogesen – warme bis heiße Sommer und kalte Winter – demjenigen im Mittleren Atlas (dem Herkunftsgebiet der Affen) sehr ähnlich ist.
Seit 2009 wird La Montagne des Singes als Société par actions simplifiée (S.A.S.) von Guillaume de Turckheim geführt. Das Unternehmen hat zwischen sechs und neun Mitarbeiter und das 24 Hektar große Gehege ist von etwa Mitte März bis Mitte November für Besucher geöffnet.

### Gründung weiterer Tierparks
Die Berberaffen von La Montagne des Singes adaptierten sich schnell und die vielen Geburten sorgten dafür, dass bald weitere Freigehege nach demselben Konzept angelegt werden konnten.
- Im Jahr 1974 war der erste Ableger La Forêt des Singes bei Rocamadour, im französischen Département Lot in der Region Midi-Pyrénées.[6]
- 1976 folgte der Affenberg Salem im Bodenseekreis, Deutschland.
- 2005 wurde schließlich ein vierter Tierpark des Unternehmens, der Trentham Monkey Forest, auf dem Trentham Estate in Staffordshire, England, zwischen Liverpool und Manchester, eröffnet, wobei 150 Tiere aus Kintzheim und Salem die Anfangspopulation bildeten.[7]

Zahlreiche weitere Affengehege nach gleichem Vorbild gibt es als Einzelattraktionen oder Teil von Zoos in ganz Europa.

## Rundgang im Gehege

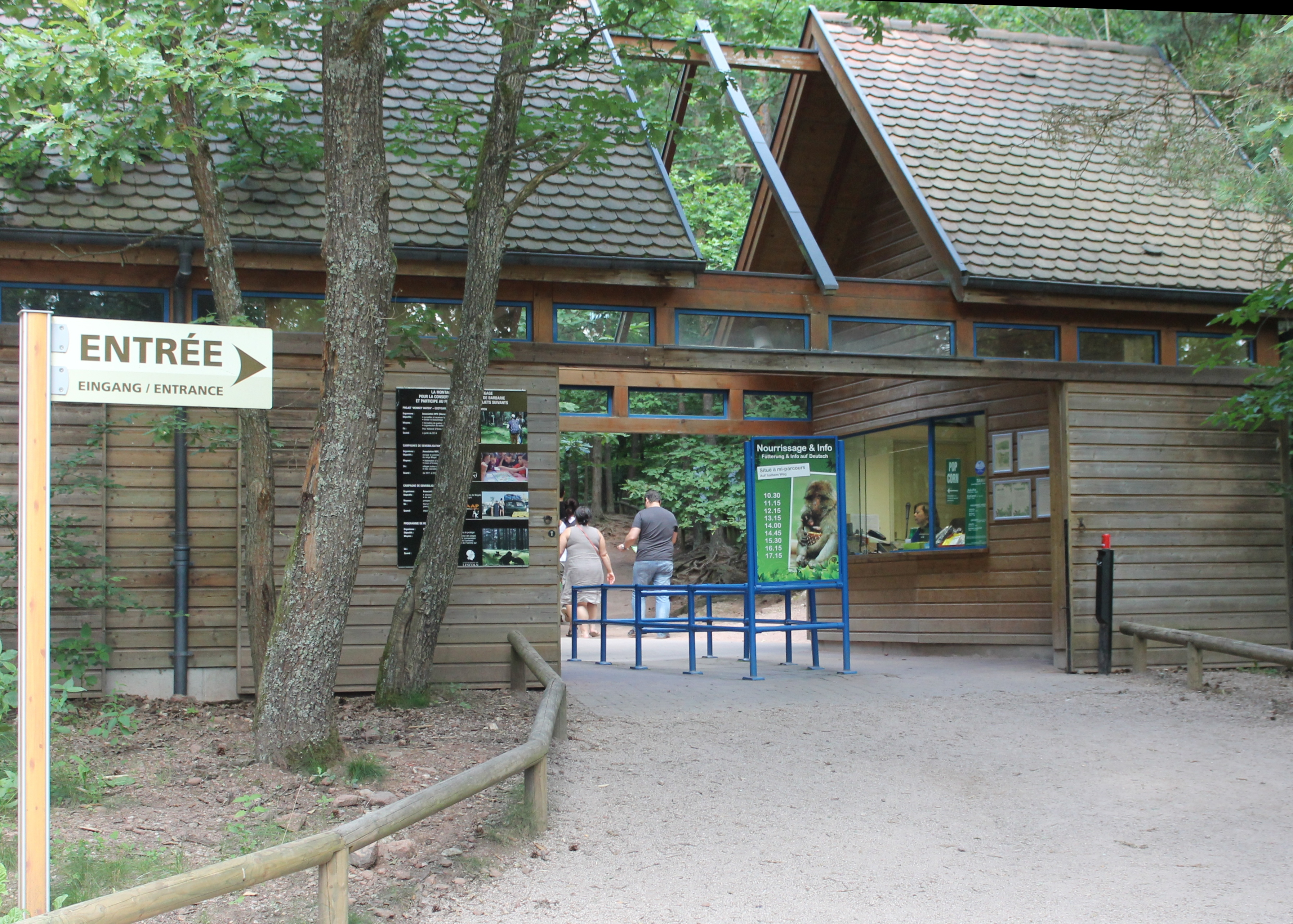
Eingang

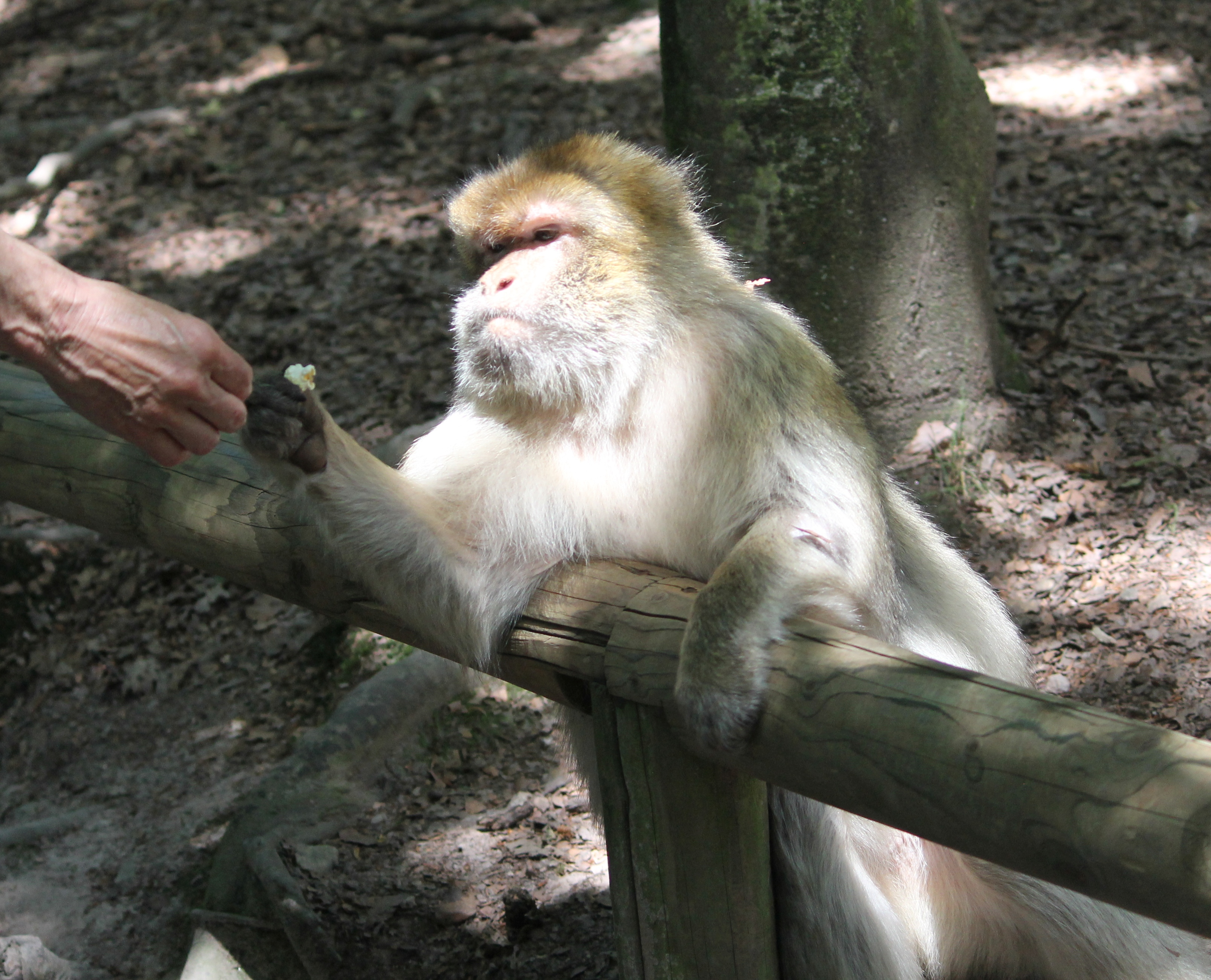
Fütterung mit parkeigenem Popcorn

Beim Eintritt in das Gehege werden Besucher wahlweise in Französisch, Deutsch oder Englisch über den Umgang mit den Affen informiert und erhalten eine Handvoll Popcorn zur Fütterung der Tiere, die weiter im Inneren des Geheges mehrmals täglich mit Früchten, Gemüse und Getreide ihre Hauptfütterung erhalten.

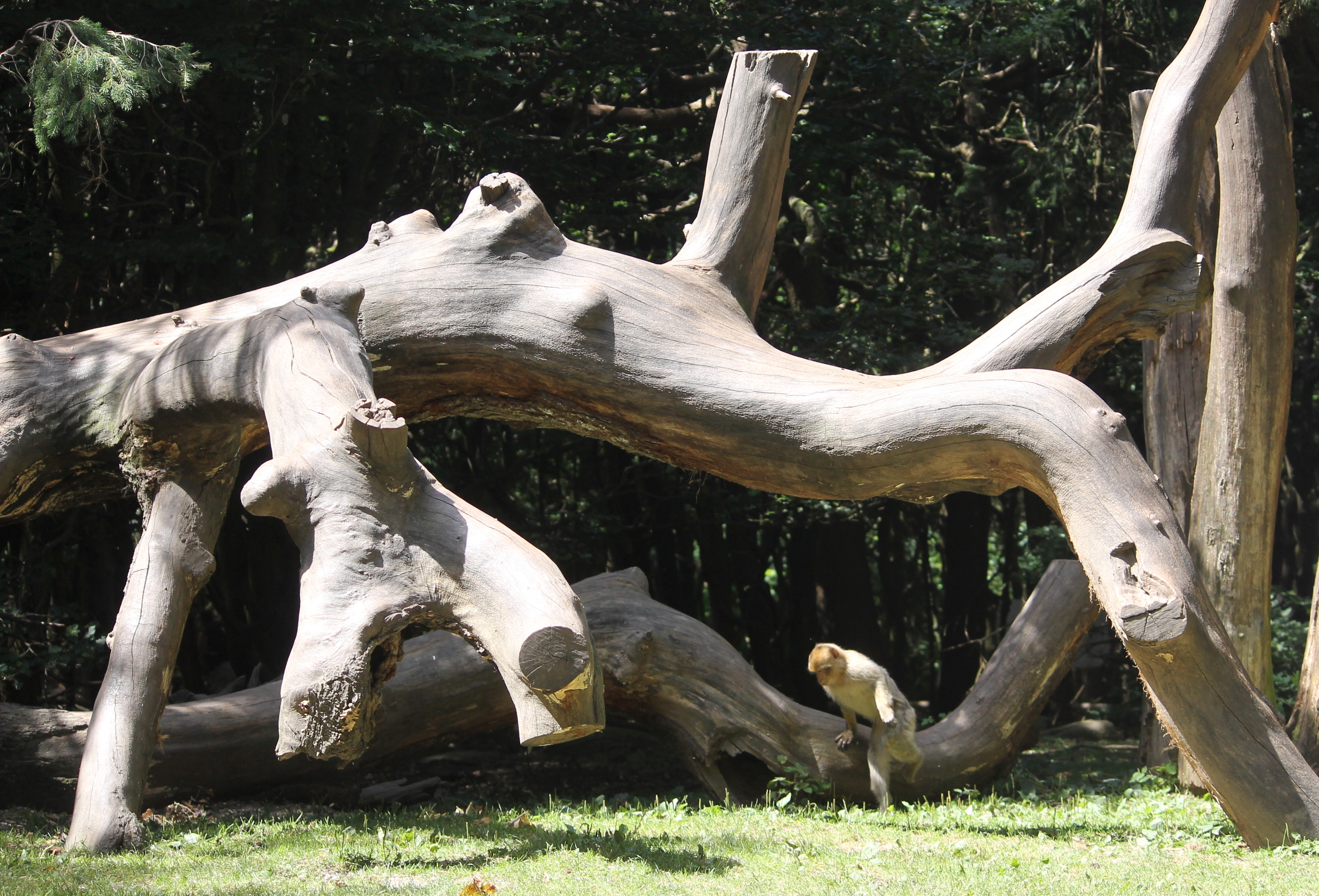
Kletterstrukturen für die Affen

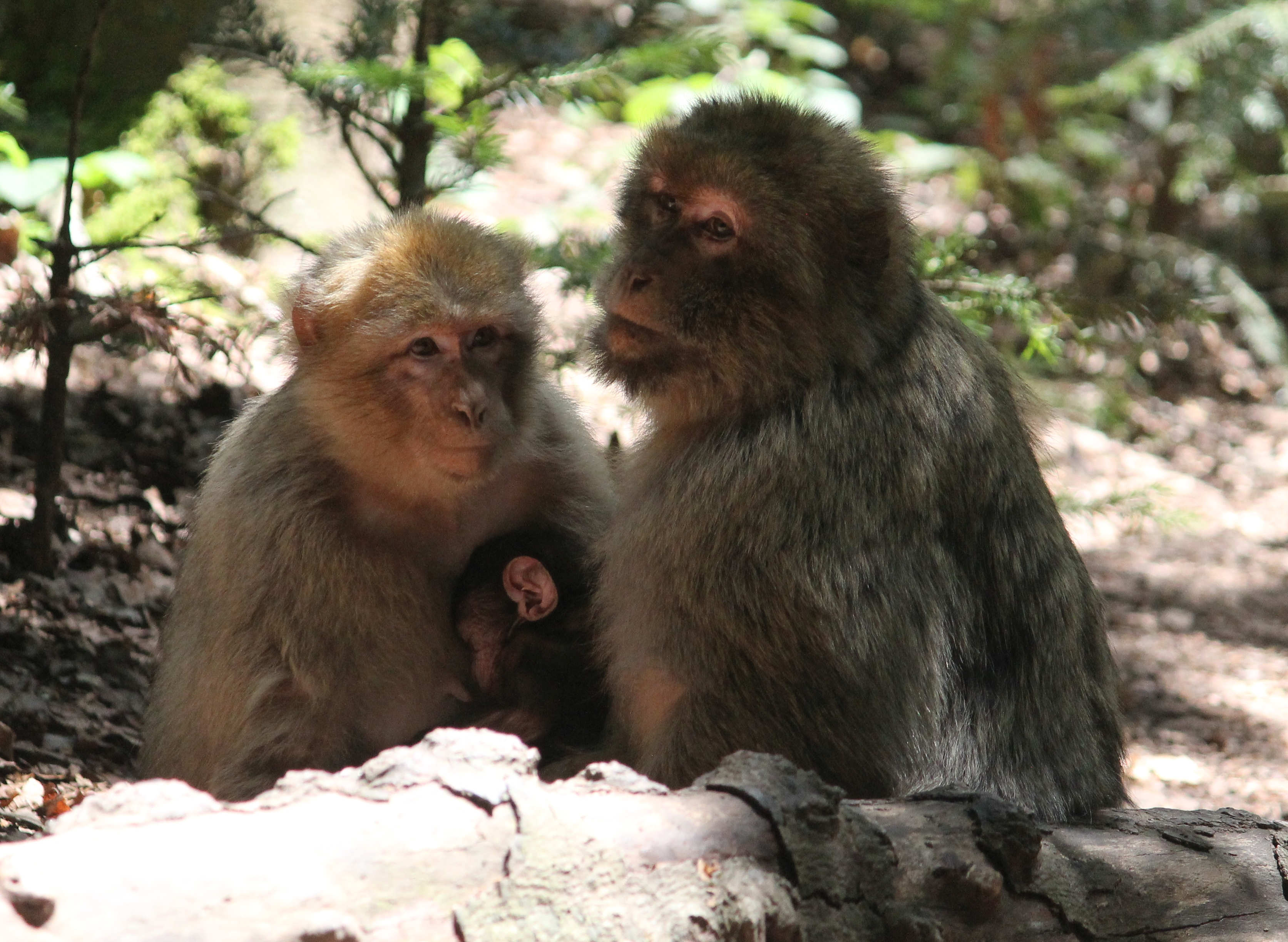
Weibchen mit Jungtier

Der U-förmige Rundgang durch das Gehege ist etwa 800 Meter lang und gelegentlich durch Holzbarrieren vom dahinter liegenden, natürlich belassenen Wald abgegrenzt. Nur der zentrale Bereich des Geheges ist für Besucher zugänglich, sodass sich die Affen nach Belieben in nicht einsehbare und ruhige Bereiche des Geheges zurückziehen können.

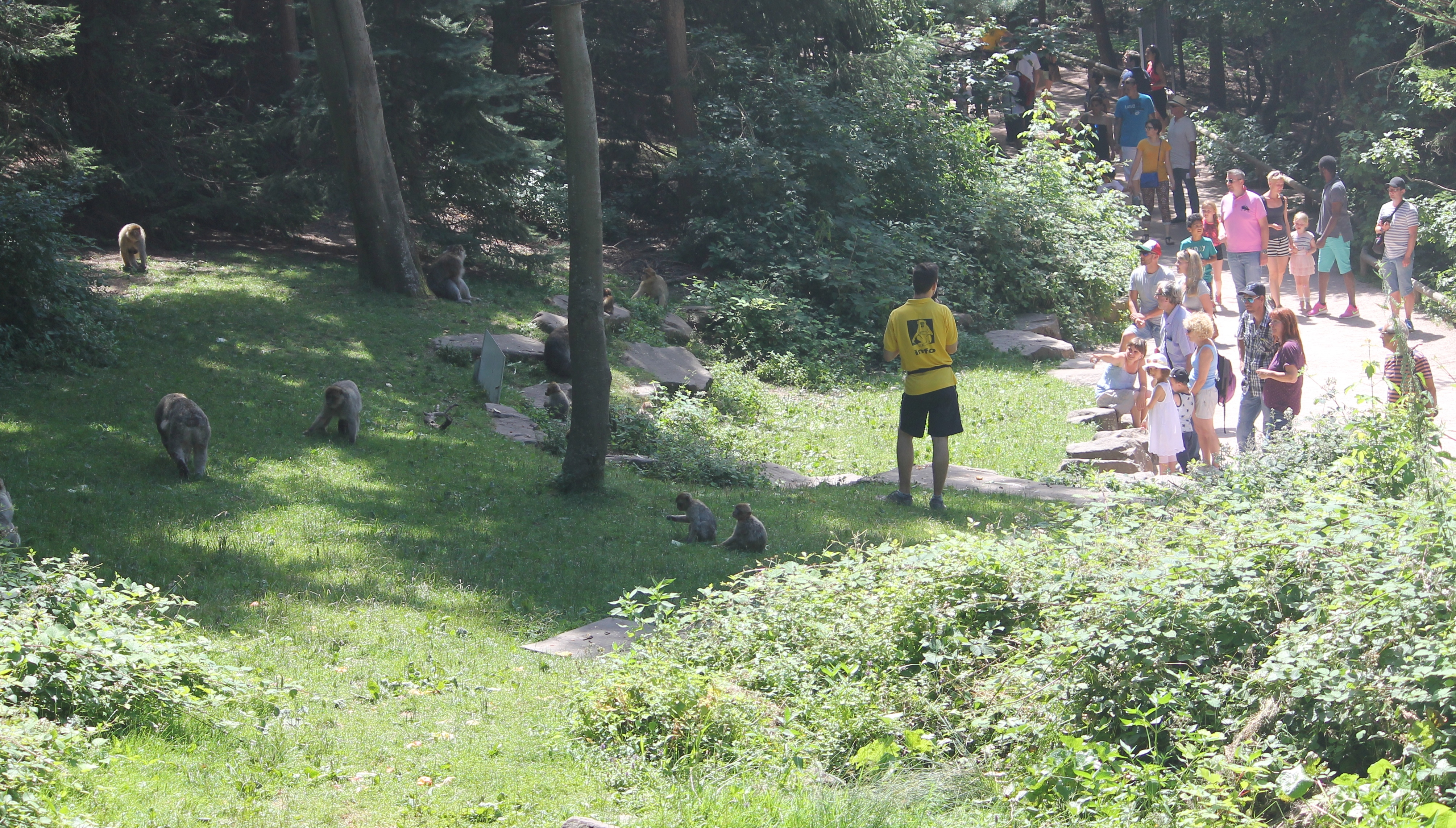
Futterplatz mit Vorträgen durch das Parkpersonal

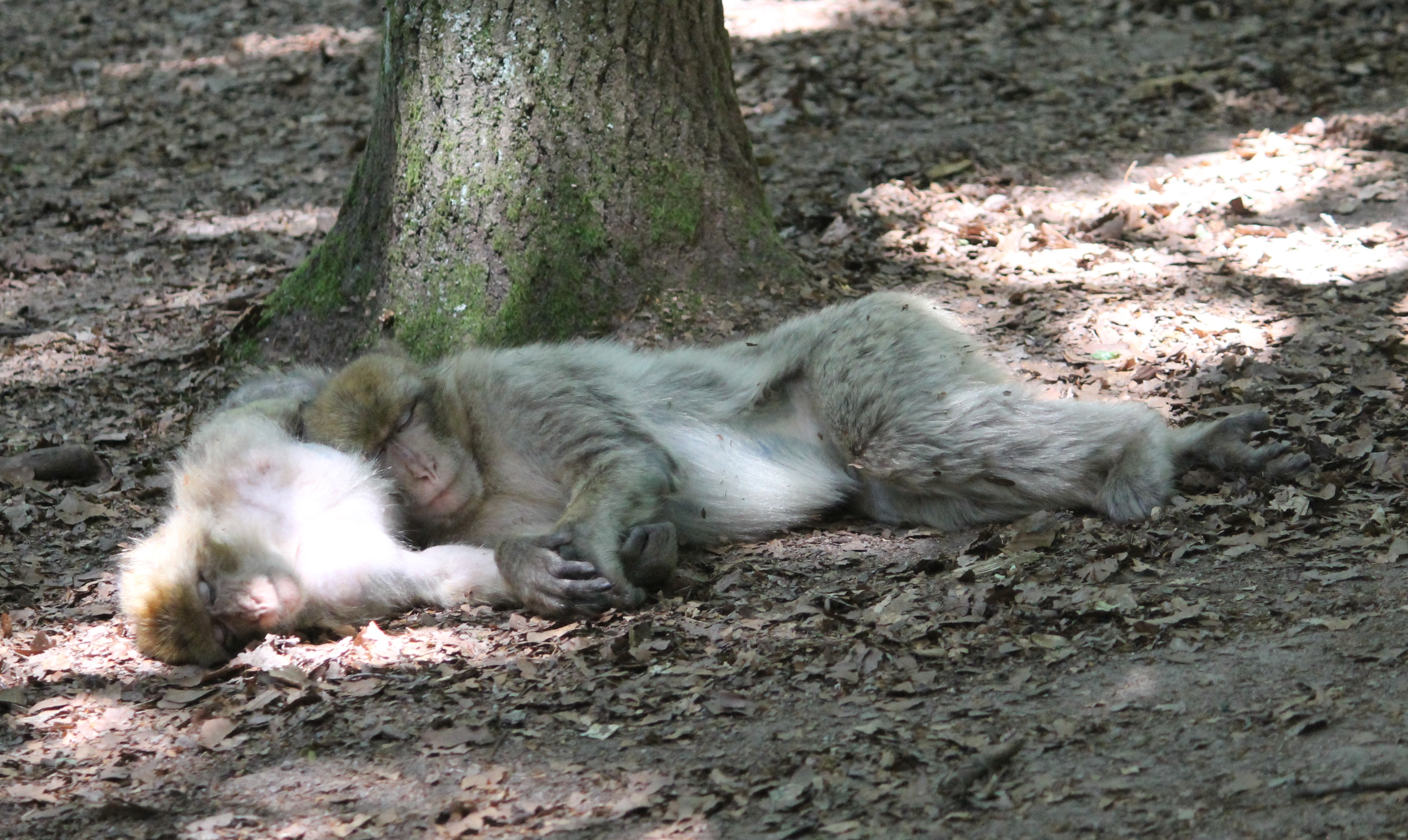
Ruhende Berberaffen in der Nähe des Rundgangs

Entlang des Weges befinden sich Wasserstellen und zusätzliche Kletteranlagen für die Tiere. Parkpersonal steht für Fragen und Hilfe zur Verfügung. Etwa auf halber Strecke befindet sich ein Futterplatz für die Tiere, an dem auch vom Personal kurze interaktive Vorträge zum Verhalten, der Lebensweise und der Herkunft der Affen gegeben werden. Im Gehege gibt es zusätzlich entlang des Weges elf Informationstafeln in Französisch und Deutsch, die kurz und knapp über das Leben und Verhalten der Berberaffen Auskunft geben; weitere Tafeln erklären Körpersprache und Mimik der Tiere.
Am Ende des Rundganges befindet sich ein überdachter Bereich mit großflächigen Tafeln, die vertiefenden Text und Bebilderungen zu den durch die Infotafeln präsentierten Thematiken liefern. Ein Videopavillon und ein Andenkenladen schließen den Rundgang ab.

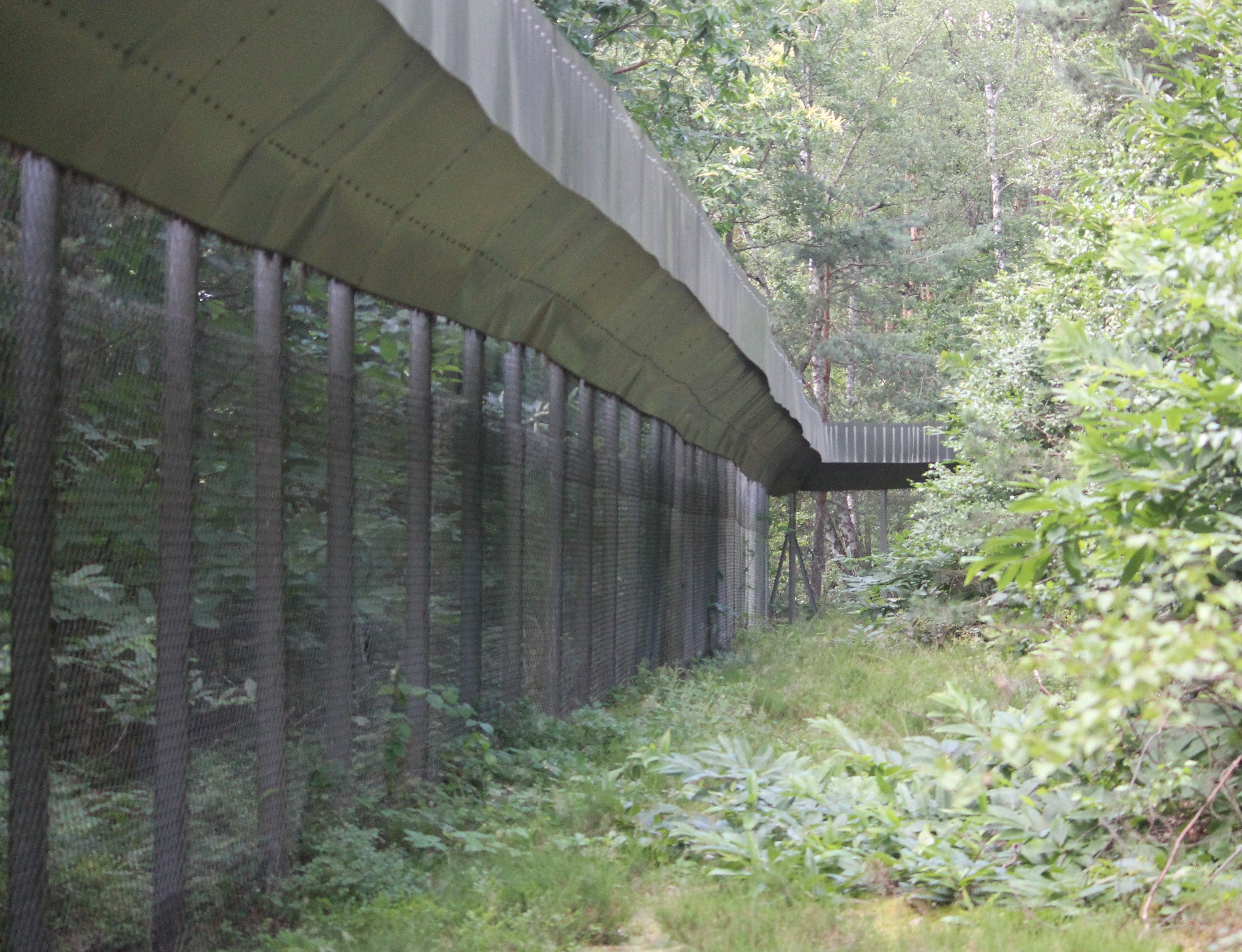
Gegen Überkletterung gesicherter Wildzaun an der Peripherie des Geheges

Für Schulklassen, die den Tierpark besuchen möchten, gibt es ein pädagogisch aufbereitetes Dossier über Berberaffen, das Lehrern vor dem Besuch zur Verfügung gestellt werden kann.

## Maßnahmen zur Arterhaltung

### Erfolgreiche Auswilderung

Natürliches Verbreitungsgebiet von Berberaffen in Nordafrika (Höhenlagen von 800–2200 m über dem Meer)

1977 ergab eine Schätzung, dass nur noch etwa 20.000 Berberaffen in der Wildnis in Nordafrika lebten; 2003 waren es nur noch etwa 10.000 Tiere. Als Grund dafür wird der Verlust natürlicher Waldhabitate durch Rodung vermutet, die Grünflächen für Schaf- und Ziegenherden schafft. Die IUCN listet Berberaffen als „stark gefährdet“ (Endangered, EN).
Ab Anfang der 1980er Jahre wurden Besucher im Tierpark La Montagne des Signes über diese Gefährdung informiert und man suchte nach Partnern, um Affen aus eigenen Zuchterfolgen wieder gruppenweise in Nordafrika auszuwildern.
Insgesamt wurden bisher 591 Berberaffen aus den verschiedenen Montagne-des-Singes-Ablegerparks in Nordafrika freigesetzt: 1980 wurden 232 Berberaffen in Marokko, in der Regien Azrou ausgewildert, 1986 waren es weitere 359 Tiere im Hinterland von Beni Mellal.

Diese Vorgänge wurden über Monate von Primatologen begleitet, wobei man drei Phasen beobachten konnte:

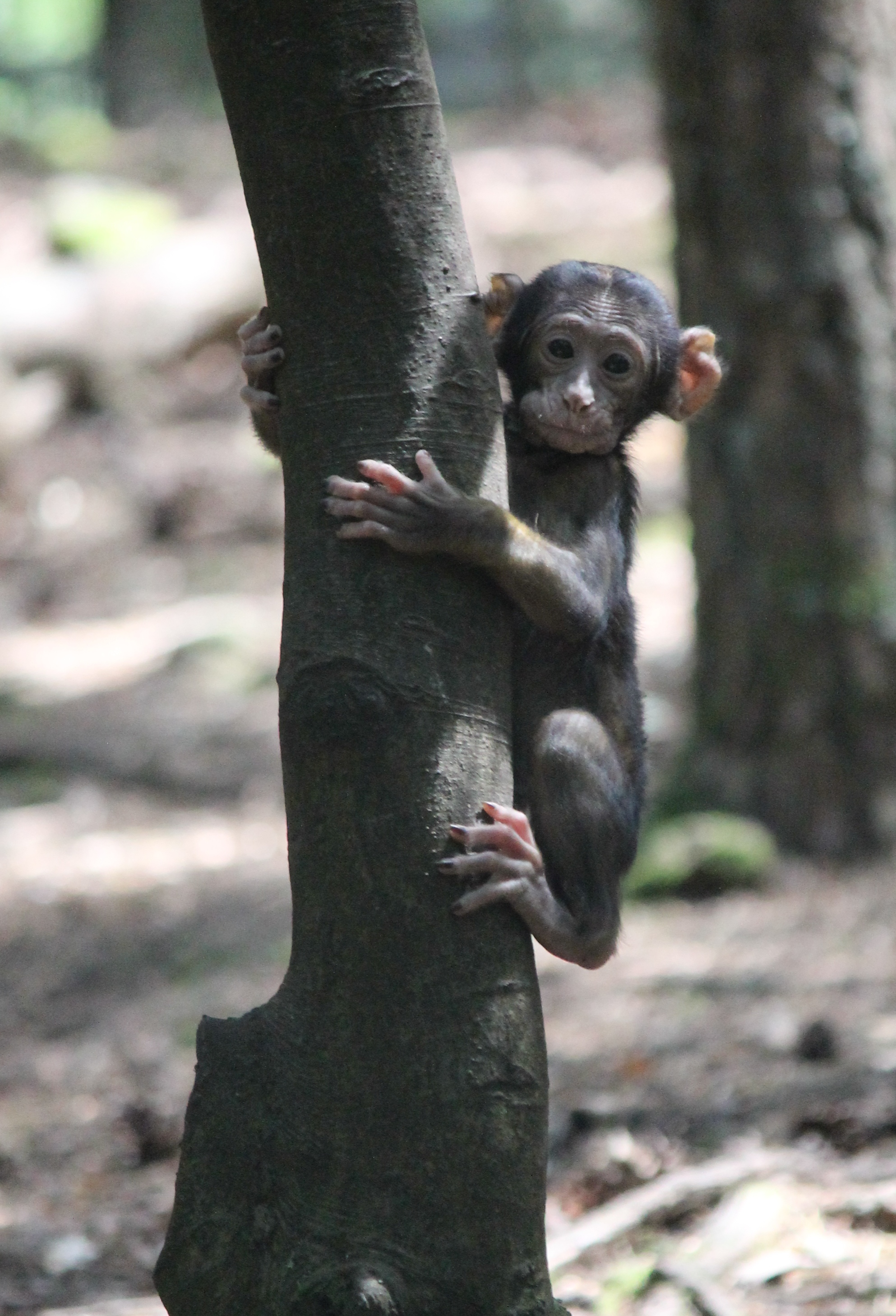
Jungtier (Bis etwa zum 3. Monat bleibt das Fell schwarz.)

- In den ersten drei bis vier Tagen akklimatisierten sich die Tiere, blieben beieinander, ruhten, betrieben soziale Fellpflege und ernährten sich von anfänglich zugefütterter Nahrung.
- Darauf folgte – etwa anderthalb Monate – eine Erkundungsphase, wobei sich die Tiere in Gruppen (je nachdem: 12–100 Tiere; zu etwa gleichen Teilen Männchen und Weibchen) unter der Führung eines Männchens etwa 2–4 km in unbekanntes Terrain vorwagten. Besonders mutige Individuen trennten sich dabei stunden- oder tageweise von ihrer Gruppe. Die Kommunikation zwischen den Gruppen war anfänglich schwierig, da zu häufig gewarnt wurde, obwohl keine objektive Gefahr bestand.
- Danach folgte die Stabilisierungsphase, in der jede Gruppe etwa 1,5 km² beanspruchte und die Tiere durchschnittlich 600 m pro Tag zurücklegten. Bei Morgengrauen verließen sie ihre Schlafbäume, begaben sich vormittags langsam auf Nahrungssuche, ruhten in der Mittagshitze im Schatten und suchten abends wieder in ihre Schlafplätze in den Bäumen auf. Die Brunft erfolgte im Herbst/Winter, die Geburten – nach 5 ½ Monaten Tragezeit – im Frühling.

Ein Jahr nach der Auswilderung war die Anzahl der Geburten zufriedenstellend, was als Maß für die gelungene Readaptation gewertet wurde.

### Dokumentation und Forschung vor Ort
Jedes Tier ist durch eine sichtbare Tätowierung am inneren Oberschenkel identifizierbar. Dadurch kann das Verhalten einzelner Tiere, beispielsweise Gruppenwechsel, Geburten, ungewöhnliches Verhalten etc., durch das Personal dokumentiert werden. Die Affen werden regelmäßig tierärztlich versorgt; die Geburtenrate wird durch subkutane Implantate reguliert.
Zusätzlich werden im Gehege von La Montagne des Signes auch Verhaltensstudien speziell zu den Themen Fortpflanzung, Sozialisation und Kommunikation durchgeführt.

### Kooperationen
- Von 2011 bis 2013 wurden zusammen mit der Moroccan Primate Conservation (MPC)[10] in der Nähe des Parc National d’Ifrane in Marokko Kampagnen zur Sensibilisierung von Schulkindern zum Schutz des natürlichen Habitats und zum Kampf gegen den illegalen Handel mit Berberaffen durchgeführt,
- Seit 2012 werden zusammen mit der MPC und der spanischen AAP Primadomus[11] Touristen im Hafen von Algeciras, an der Südspitze von Spanien, vor der Überfahrt nach Marokko mit Plakaten, Flugblättern und Videos über den illegalen Handel mit Affenbabys informiert.
- Seit 2013 besteht eine Forschungskollaboration mit der University of Lincoln in England, im Parc National d’Ifrane die Reproduktion der Affen als Funktion von der menschlichen Besiedlungsdichte zu untersuchen und entsprechende Empfehlungen auszuarbeiten.
- Seit 2014 werden im Projekt Monkey Watch mit der MPC im Parc National d’Ifrane in Marokko sowohl Personal ausgebildet als auch Naturausflüge für Touristen organisiert.